# مخاطره مضاعف (فیلم)
مخاطره مضاعف (به انگلیسی: Double Jeopardy) فیلمی است در ژانر دلهره‌آور جنایی محصول سال ۱۹۹۹ و به کارگردانی بروس برسفورد است. در این فیلم بازیگرانی همچون تامی لی جونز، اشلی جاد، بروس گرینوود، آنابت گیش، روما مافیا، جی برازائو، مایکل گستن، دانیل لاپاین، اسپنسر تریت کلارک، بتسی برانتلی و ببز چولا ایفای نقش کرده‌اند.